# Konrad Kellenberger
Konrad Kellenberger (* 9. Februar 1907 in Wienacht; † 21. Januar 1976 in Winterthur) war ein Schweizer Feinmechaniker und Uhrensammler.

## Arbeit und Leben
Konrad Kellenberger begeisterte sich schon in seiner Jugendzeit für Uhren. Mit dem Abschluss seiner Lehre als Feinmechaniker begann er mit 19 Jahren seine Arbeit in der Werkstatt des Technikums in Winterthur, er wurde bald zu einem weltweit gefragten Uhren-Fachmann und sammelte mit Akribie seltene alte Uhren.

## Sammlung
Ende der 1960er Jahre entschloss sich Konrad Kellenberger, seine Sammlung der Stadt Winterthur zu verkaufen. Diese stellte die Uhrensammlung Kellenberger zunächst in einem eigenen Museum im Rathaus aus, seit 1999 ist die Sammlung im Gewerbemuseum untergebracht.